# 鄭心媚
鄭心媚（1976年—），台灣編劇、製作人、記者。她青年時曾在《自立晚報》、《中國時報》、《壹週刊》任職記者，之後投入電視和電影界的編劇工作。2015年她與導演鄭文堂，編劇楊惠文共同擔任公視時代劇《燦爛時光》編劇職務，並在2016年共同獲得第51屆金鐘獎『戲劇節目編劇獎』。2019年擔任公視以新聞媒體生態為題材電視劇《鏡子森林》編劇職務。2025年擔任公視描述台海戰爭話題電視劇《零日攻擊》編劇統籌和製作人職務。

## 編劇作品

### 電視戲劇
- 2015年：燦爛時光
- 2017年：媽媽不見了
- 2018年：奇蹟的女兒
- 2019年：鏡子森林
- 2020年：國際橋牌社
- 2024年：商魂
- 2025年：零日攻擊

### 圖文漫畫
- 2023年：手路菜
- 2024年：查無犯罪事實

## 獎項紀錄
| 年份   | 頒獎典禮     | 獎項                       | 作品     | 結果 |
| ------ | ------------ | -------------------------- | -------- | ---- |
| 2016年 | 第51屆金鐘獎 | 戲劇節目編劇獎             | 燦爛時光 | 獲獎 |
| 2020年 | 第55屆金鐘獎 | 戲劇節目編劇獎             | 鏡子森林 | 提名 |
| 2024年 | 第59屆金鐘獎 | 迷你劇集（電視電影）編劇獎 | 商魂     | 提名 |

## 外部連結
- 鄭心媚 - MovieCool 華文影劇數據平台| 電影、連續劇、影人